# Erythemis vesiculosa
Espèce
Statut de conservation UICN

 LC  : Préoccupation mineure
Erythemis vesiculosa est une espèce d'insectes de la famille des Libellulidae appartenant au sous-ordre des anisoptères dans l'ordre des odonates.

## Description
C'est une libellule néotropicale mesurant 56-59 mm de long. Le front et le vertex sont verts et les yeux sont d'un dégradé de beige à brun foncé. Le thorax et l'abdomen sont de couleur vert lime. L'abdomen est marqué de petites bandes horizontales noires. Le mâle et la femelle sont identiques .

## Répartition
Erythemis vesiculosa a été mentionnée dans le Sud-Est des États-Unis, au Mexique, dans plusieurs pays des Antilles, du Guatemala au Panama et en Amérique du Sud.

## Habitat
Cette espèce se retrouve dans les étangs permanents et temporaires et les rivières. Elle est également mentionnée dans les ruisseaux mais ne s'y reproduirait pas.